# Segu
Segu (em francês: Ségou) é uma cidade do Mali, localizada a 235 quilômetros a nordeste de Bamako, nas margens do Rio Níger. Foi fundada pelo bozos em 1620, em uma localidade cerca de dez quilômetros de onde fica a cidade atualmente.
Segu é capital da quarta maior região administrativa do Mali, de mesmo nome. A cidade passou por diversas conquistas e mudanças de governo, mas sempre se beneficiou do comércio com centros comerciais próximos, como Jené e Tombuctu. Com 100 000 habitantes, é a terceira maior cidade do Mali.

## História
A cidade prosperou após Biton Mamari Culibali tornar-se rei em 1712 e fundar o Império de Segu (ou Bamana). O império declinou gradativamente e foi conquistado por Alhaji Omar Tal, líder do Império Tuculor, em 1861. O exército francês conquistou a cidade em [1892.